# صهیونیسم‌ستیزی

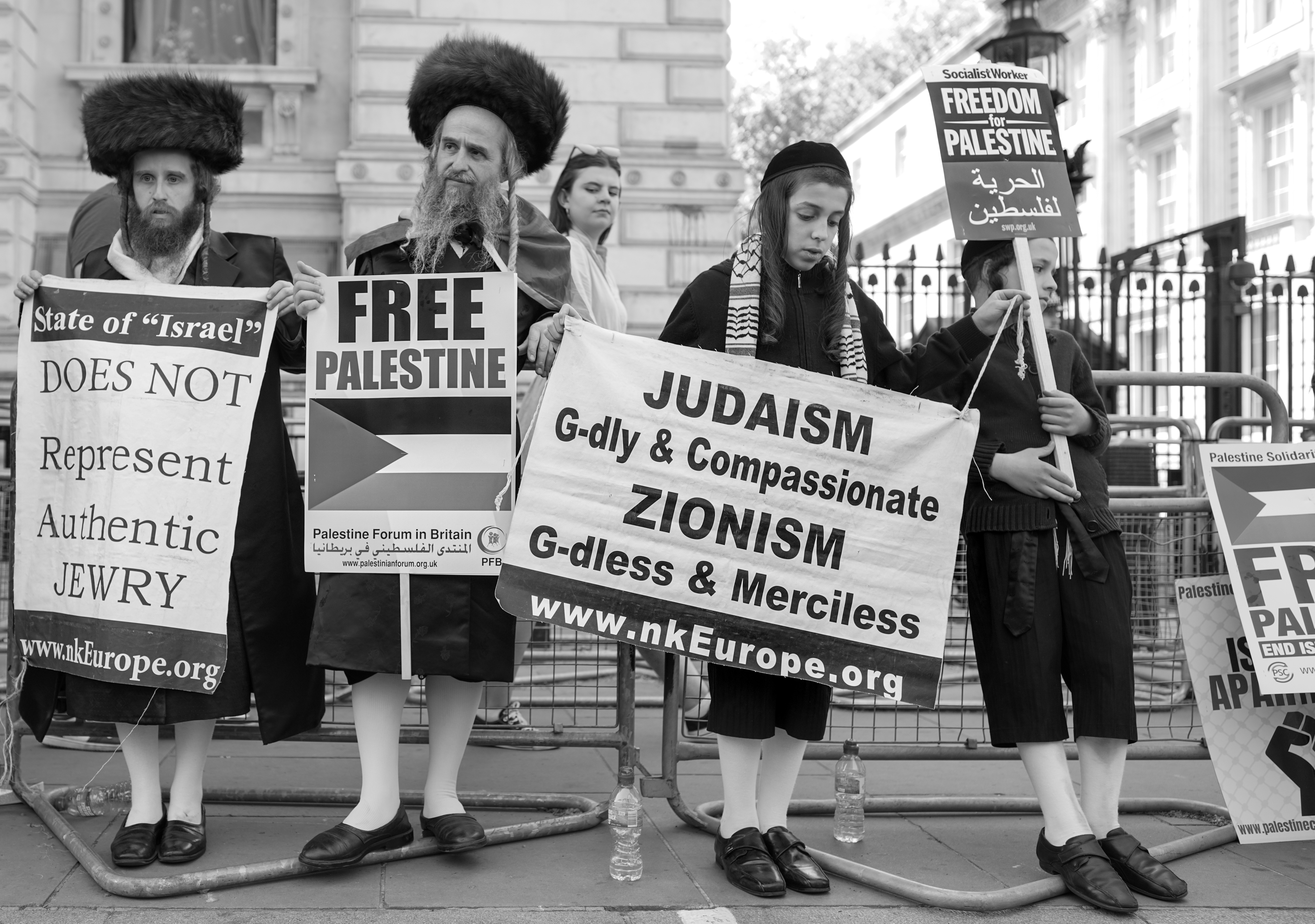
نگاره‌ای از تظاهرات گروهی از یهودیان ارتدوکس در مقابل دروازه‌های خیابان داونینگ در اعتراض به جنبش صهیونیسم، اقدامات اسرائیل و در حمایت از آرمان فلسطین.

صهیونیسم‌ستیزی به مخالفت با جنبش صهیونیسم و یهودیان ملی‌گرای طرفدار دولت و کلیت اسرائیل، و نگاه منفی نسبت به آنچه تفکرات، باورها و اهداف جنبش صهیونیسم و دولت یهودی در اسرائیل است، گفته می‌شود.
صهیونیسم یک جنبش سیاسی و ملی‌گراست که در اواخر سده ۱۹ میلادی شکل گرفت. منشأ جنبش صهیونیسم، تشکیل کشوری برای یهودیان بود. این جنبش بر منابع تاریخی و مذهبی تکیه دارد که یهودیان را به سرزمین اسرائیل مرتبط می‌کند. بنیان‌گذار جنبش صهیونیسم، تئودور هرتسل نام داشت. گاهی لفظ صهیونیسم‌ستیزی، برای توصیف تبعیض علیه اسرائیل و مردم اسرائیل (خصوصاً یهودیان) به کار می‌رود.

## یهودیان ضد صهیونیسم
گروه‌های مذهبی یهودی ارتودوکس

در اوایل تاریخ صهیونیسم، یهودیان مذهبی سنتی بسیاری، با ایده‌های ناسیونالیسم (یهودی یا دیگر) که آن را یک ایدئولوژی سکولار قلمداد می‌کردند، به خاطر بدگمانی ذاتی نسبت به تغییر مخالف بودند. طرفداران اصلی سنت‌گرای مخالف صهیونیسم، شامل آیزاک برویر، هیلل زایتلین، آرون شموئل تامارس، الیعازر شاپیرو، و جوئل تایتلبم بودند که هر یک، از راه خود نبردهای ایدئولوژی مذهبی و سیاسی با صهیونیسم داشتند.

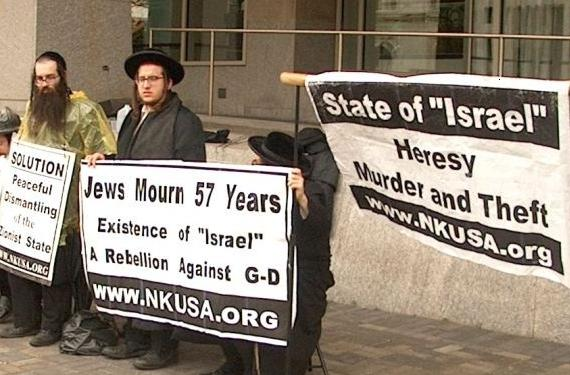
تعدادی از یهودیان ارتودکس آمریکا که در شهر واشینگتن دی سی علیه کنفرانس لابی‌گران اسرائیل در آمریکا تظاهرات می‌کنند. روی یکی از تابلوها نوشته است: یهودیان ۵۷ سال است که عزادارند، وجود کشور اسرائیل یک شورش علیه خدا است و روی آخرین تابلو نوشته شده است: راه‌حل، از بین رفتن کشور صهیونیستی به روش صلح‌آمیز.

بیشتر گروه‌های مذهبی ارتودوکس، دولت اسرائیل را پذیرفته و به‌طور فعال پشتیبانی کرده‌اند، گرچه حتی ایدئولوژی صهیونیسم را نپذیرفته‌اند.
حزب اسرائیل جهان آگوداث (تأسیس شده در لهستان) در مواقعی در ائتلافهای دولت اسرائیل شرکت کرده است. بیشتر مذهبیان صهیونیست، از دیدگاهی راستگرا، حامی اسرائیل‌اند. استثناهای اصلی گروه‌های حسیدی مانند ساتمار هستند که در جهان، ۱۰۰ هزار پیرو دارند، و بسیاری گروه‌های کوچکتر دیگر، که در آمریکا و کانادا در کنگره خاخام گری مرکزی آمریکا و کانادا و در اسرائیل در ادا هچیریدیس متحد شده‌اند. به‌هرحال، خبد لوباویچ یکی از بزرگ‌ترین گروه‌های حسیدی جهان، یک حامی سرسخت صهیونیسم و دولت اسرائیل است.

## ضد صهیونیسم خارج از جامعه یهودی

### سکولار عرب
بیان‌های ضداستعماری و ضدامپریالیستی - خصوصاً در کشورهای با سابقه شدید استعمارگری - بر موارد موازی مهاجرت فرانسویان به الجزایر یا انگلیسیان به رودزیا تأکید می‌کنند.

### مسلمان

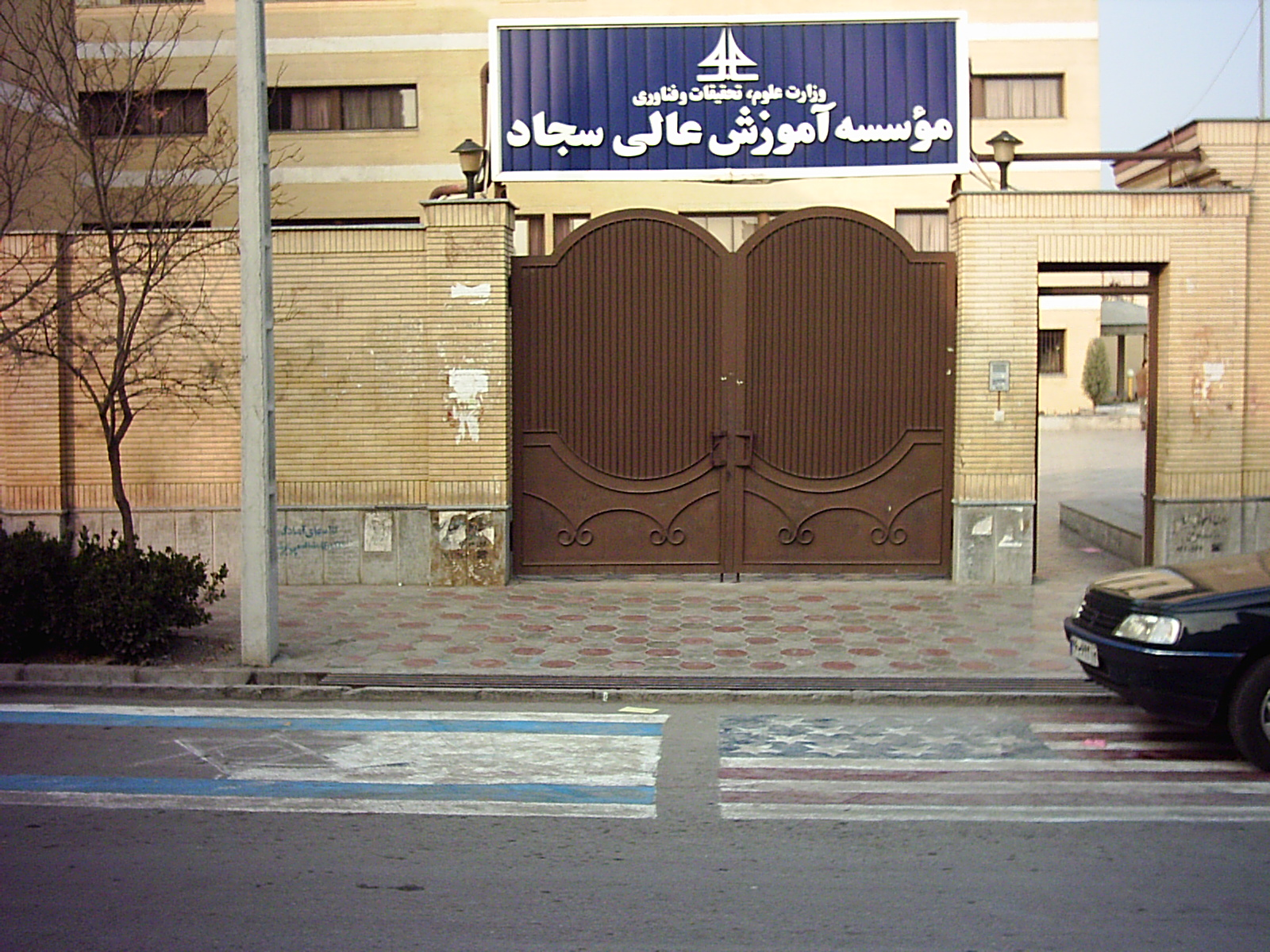
پرچم آمریکا و پرچم اسرائیل در مقابل یک مرکز آموزشی در مشهد، ایران، به قصد عبور وسایل نقلیه و عابرین پیاده از رویشان بر روی آسفالت خیابان نقاشی شده‌اند.

ضدصهیونیسم اسلامی، دولت اسرائیل را غاصب چیزی در نظر می‌گیرند که بسیاری از مسلمانان آن را دارالاسلام می‌دانند، حوزه‌ای که دائماً و شرعاً توسط مسلمین اداره می‌شود.
فلسطینیان و دیگر گروه‌های مسلمان، همچون دولت ایران (از زمان انقلاب اسلامی سال ۱۳۵۷)، اصرار می‌ورزند که دولت اسرائیل، نامشروع است و از اشاره به آن با عنوان «اسرائیل» اجتناب می‌کنند، به جای آن از بیان «رژیم صهیونیستی» استفاده می‌کنند. نقشه‌های خاورمیانه غالباً اسرائیل را نشان نمی‌دهند. محمود احمدی‌نژاد، در گفتگویی با مجله تایم در سال ۲۰۰۶، گفت «هر کسی می‌داند که رژیم صهیونیستی ابزاری در دستان آمریکا و بریتانیاست».

### مسیحی

#### کلیسای کاتولیکو ضد صهیونیسم
بسیاری از پاپ‌های مدرن، از جمله پاپ پیوس دهم، بندیکت پانزدهم و پیوس دوازدهم علناً از صهیونیسم انتقاد کرده‌اند. کاردینال رافائل مری دل وال سیاست non Possumus کلیسا را برای تئودور هرتسل و جنبش در حال ظهور صهیونیسم او، شرح داده است و گفته تا زمانی که یهودیان الوهیت مسیح را انکار کنند، کلیسا مطمئناً نباید بیانیه‌ای به نفع آنان صادر کند.
به دلیل همین مسایل سریر مقدس تا ۱۹۹۳ روابطی با اسرائیل برقرار نکرد.

## تئوری‌های توطئه ضد صهیونیسم
تئوری‌های توطئه که مدعی هستند صهیونیست‌ها تاریخ جهان را کنترل می‌کنند یا به دنبال فرا دستی هستند، قدمتی به اندازه عمر خود صهیونیسم دارد.
پر انتشارترین این تئوری‌های توطئه، پروتکل بزرگان صهیون بود که سندی جعلی بود که مقصود از نگارش آن، ترسیم یهودیان به عنوان توطئه‌گران در سطح جهانی بوده است. این کتاب در ۲۴ فصل یا پروتکل- که ادعا می‌شد که خلاصه مذاکرات ملاقات‌های «رهبران یهودی» است، به «نقشه‌های پنهانی» یهودیان برای حکومت بر جهان از طریق دخل و تصرف در اقتصاد، کنترل رسانه‌های همگانی و دامن زدن به اختلافات مذهبی پرداخته است. پس از انقلاب ۱۹۱۷ روسیه، مهاجران ضد بلشویک «پروتکل» را به غرب آوردند. بلافاصله پس از آن، نسخه‌های آن در سراسر اروپا، ایالات متحده، آمریکای جنوبی و ژاپن توزیع شد. ترجمه عربی آن نیز، نخستین‌بار در سال ۱۹۲۰ منتشر شد.